# Sekongkang Bawah
Sekongkang Bawah is een bestuurslaag in het regentschap Sumbawa Barat van de provincie West-Nusa Tenggara, Indonesië. Sekongkang Bawah telt 1371 inwoners (volkstelling 2010).